# Mostis
Mostis fou un dels reis de l'Epir, totalment desconegut.
La seva existència només està acreditada perquè s'han trobat monedes amb el seu nom. El seu govern s'hauria produït al segle VI aC quan els reis de l'Epir són desconeguts i no consten en cap de les fonts existents actualment.